# Konstantin Sergejewitsch Saslonow
Konstantin Sergejewitsch Saslonow, russisch Константи́н Серге́евич Засло́нов, (* 25. Dezember 1909jul. / 7. Januar 1910greg. in Ostaschkow; † 14. November 1942 in Kupowat bei Senno in der Wizebskaja Woblasz) war ein Kommandeur der  Sowjetischen Partisanen in der Weißrussischen Sozialistischen Sowjetrepublik und Held des Deutsch-Sowjetischen Krieges. Er leitete anfangs eine einfache Partisanengruppe und später eine Partisanen-Brigade und war schließlich für alle Partisaneneinheiten in der Region Orscha verantwortlich.

## Vorkriegszeit
Er schloss 1930 sein Studium am Eisenbahntechnik-Kolleg in Welikije Luki ab. Ab 1935 war er stellvertretender Leiter des Ringlokschuppens in Nowosibirsk, ab 1937 Leiter des Bahnbetriebswerks in Roslawl und ab 1939 in Orscha.

## Zweiter Weltkrieg
Als die deutschen Truppen nach Orscha vorrückten, zog Saslonow nach Moskau und übernahm eine Tätigkeit im Iljitsch-Lokomotivdepot.
Im Oktober 1941 meldete er sich freiwillig, mit anderen Eisenbahnarbeitern in das feindlich besetzte Gebiet gesandt zu werden. Dort gründete er eine im Untergrund agierende Guerillaeinheit. Sein Pseudonym war „Djadja Kostja“ (Onkel Konstja). Seine Gruppenmitglieder nutzten mit Sprengstoff gefüllte Gusseisenstücke, die wie Kohlenstücke aussahen, um 93 deutsche Dampflokomotiven innerhalb von drei Monaten betriebsuntauglich zu machen.
Im März 1942, als eine Verhaftung bereits immanent war, verließen Saslonow und seine Kameraden Orscha, um eine Partisanengruppe zu gründen. Die Einheit erledigte einige erfolgreiche kombattante Einsätze in der Region von Witebsk, Orscha und Smolensk, wobei sie mehrere feindliche Soldaten töteten und deren Material und Ausrüstung zerstörten.
Am 14. November 1942 starb Konstantin Saslonow einen sogenannten Heldentod im Kampf mit einer deutschen Eliteeinheit oder Todesschwadron in Kupowat bei Senno in der Wizebskaja Woblasz.

## Auszeichnungen
- Am 7. März 1943 erhielt Konstantin Saslonow durch ein Dekret des Präsidiums des Obersten Sowjets postum den Titel „Held der Sowjetunion“ für die vorbildliche Ausführung von Befehlen im Kampf gegen die deutsche Besatzung[2].
- Er erhielt zwei Leninorden und mehrere Medaillen.

## Ehrungen

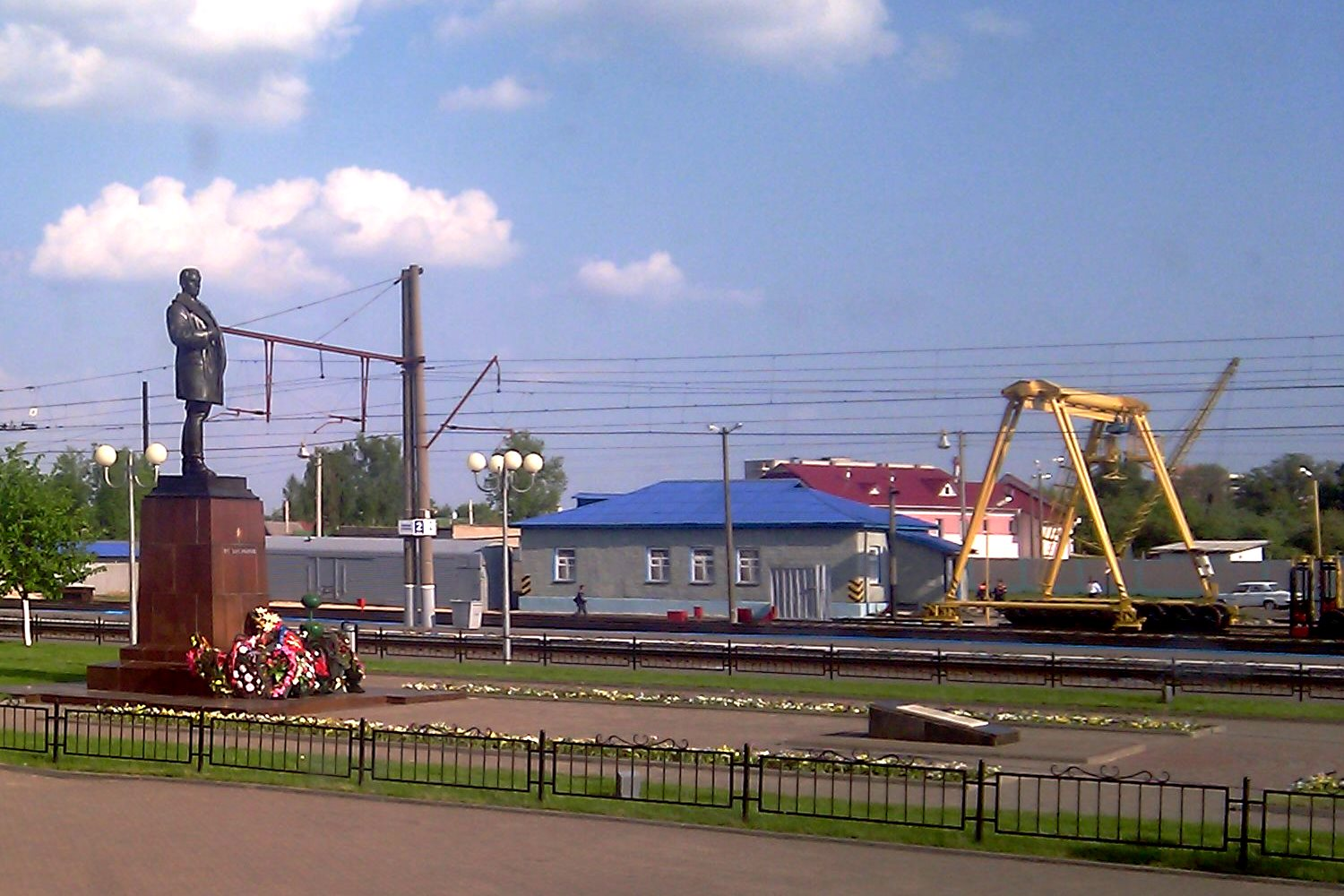
Saslonow-Denkmal (S. I. Selichanow, 1955) am Bahnhof Orscha

- In Orscha wurde ein Denkmal für Konstantin Saslonow errichtet. Das Bahnbetriebswerk in Orscha wurde nach ihm benannt.
- Ein weiteres Denkmal steht auf dem Bahnhofsplatz von Ostaschkow.
- Die Saslonow-Kindereisenbahn in Minsk wurde 1971 nach ihm benannt.
- in Eisenhüttenstadt trug das Pionierhaus seinen Namen.
- In folgenden Städten wurden Straßen nach ihm benannt:
  - In Russland: Astrachan, Bataisk, Belgorodе, Busuluk, Welikije Luki, Wolgograd, Woronesch, Kasan, Kumertau, Kaliningradе, Lipetsk, Morschansk, Nischni Nowgorod, Nischni Tagil, Nowosibirsk, Omsk, Perm, St. Petersburg, Stawropol, Twer, Tjumen, Ufa, Chabarowsk, Tscheljabinsk, Roschnowka, Chutor, Rajon Odinzowo, Oblast Moskau
  - In der Ukraine: Altschewsk, Berdjansk, Browary, Horliwka, Solotonoscha, Dnipropetrowsk, Donezk, Saporischschja, Kiew, Kirowohrad, Kramatorsk, Krywyj Rih, Mariupol, Makijiwka, Podilsk, Schachtarsk, Smila, Sumy
  - In Weißrussland: Baranowitschi, Bobruisk, Bychow, Witebsk, Soligorsk, Senno, Minsk, Masyr, Orscha.